# Gianni Sacchi
Gianni Sacchi (Trivero, 15 settembre 1960) è un vescovo cattolico italiano, dal 31 luglio 2017 vescovo di Casale Monferrato.

## Biografia
È nato a Trivero, in diocesi di Biella, il 15 settembre 1960.

### Formazione e ministero sacerdotale
Dal punto di vista teologico si è formato nel seminario diocesano di Biella e nella Facoltà teologica di Torino dove ha frequentato i corsi di baccellierato.
È stato ordinato presbitero il 28 aprile 1990 dal vescovo di Biella Massimo Giustetti.
Dopo l'ordinazione è stato parroco della parrocchia di Santa Maria Assunta a Vigliano Biellese dal 1999 e vicario generale  della diocesi dal 2008.

### Ministero episcopale
Il 31 luglio 2017 papa Francesco lo ha nominato vescovo di Casale Monferrato in sostituzione di Alceste Catella dimessosi per raggiunti limiti di età.
Ha ricevuto l'ordinazione episcopale il 21 ottobre 2017 nel duomo di Biella da Gabriele Mana, vescovo di Biella, co-consacranti Marco Arnolfo, arcivescovo metropolita di Vercelli, e Alceste Catella, suo predecessore a Casale Monferrato; ha preso possesso canonico della diocesi il successivo 29 ottobre.

## Stemma e motto

### Blasonatura
Troncato: nel primo d'azzurro al monogramma mariano d'oro, coronato dello stesso; nel secondo di rosso, alle mani di carnagione con finitura della manica d'argento, spezzanti il pane al naturale.
Scudo gotico con galero e croce astile da vescovo.

### Interpretazione
Nella parte alta il monogramma MVA (Maria Vergine Assunta) con la corona che allude al 5º mistero glorioso (l'incoronazione di Maria Vergine) richiama il forte legame con Maria a partire dalla data di nascita, il 15 settembre, festa della Madonna addolorata.
La parte inferiore con le mani che spezzano il pane è ripresa, insieme al motto, dall'incontro di Gesù risorto con i discepoli di Emmaus (Luca 24,30-31) e simboleggia l'eucaristia.
I colori azzurro e rosso delle due parti dello scudo sono rispettivamente il colore del cielo, colore tipicamente mariano, e il colore del sangue e quindi della passione di Cristo.

### Motto
Il motto scelto Cognoverunt Eum in fractione panis (Lo riconobbero nello spezzare il pane) è tratto dal vangelo secondo Luca (24, 30-31).

## Genealogia episcopale e successione apostolica
La genealogia episcopale è:
- Cardinale Scipione Rebiba
- Cardinale Giulio Antonio Santori
- Cardinale Girolamo Bernerio, O.P.
- Arcivescovo Galeazzo Sanvitale
- Cardinale Ludovico Ludovisi
- Cardinale Luigi Caetani
- Cardinale Ulderico Carpegna
- Cardinale Paluzzo Paluzzi Altieri degli Albertoni
- Papa Benedetto XIII
- Papa Benedetto XIV
- Cardinale Enrico Enriquez
- Arcivescovo Manuel Quintano Bonifaz
- Cardinale Buenaventura Córdoba Espinosa de la Cerda
- Cardinale Giuseppe Maria Doria Pamphilj
- Papa Pio VIII
- Papa Pio IX
- Cardinale Alessandro Franchi
- Cardinale Giovanni Simeoni
- Cardinale Antonio Agliardi
- Cardinale Basilio Pompilj
- Cardinale Adeodato Piazza, O.C.D.
- Cardinale Sebastiano Baggio
- Cardinale Anastasio Alberto Ballestrero, O.C.D.
- Cardinale Severino Poletto
- Vescovo Gabriele Mana
- Vescovo Gianni Sacchi

La successione apostolica è:
- Vescovo Giampio Luigi Devasini (2021)